# Thame
Thame è un paese di 10 886 abitanti della contea dell'Oxfordshire, in Inghilterra.